# Murciai nacionalizmus
A murciai nacionalizmus vagy murci nacionalizmus, murcianizmus egy olyan politikai ideológia, amely a délkelet-spanyolországi Murcia történelmi régió önálló nemzettudatát hivatott képviselni illetőleg kiformálni, továbbá célja Murcia függetlensége Spanyolországtól. Hivatkozásul kulturális, történelmi, sőt nyelvi indokokkal él.
A murci nacionalizmus első képviselőjeként Antonio Gálvez Arce lépett fel még 1873-ban, aki kirobbantott egy spanyolellenes függetlenségi felkelést is Cartagenában (az ún. kantonális forradalmat).
A nacionalisták mottója Murcia Libre, azaz Szabad Murcia. Ennek ellenére nem lehet semmilyen konkrét mozgalomról beszélni a régióban, mert a nacionalisták támogatottsága erősen szűkkörű és a lakosságban elsöprő dominanciával bír a Spanyolországhoz való tartozás érzése.

## Felhozott érvek a murciai nemzet fogalma mellett

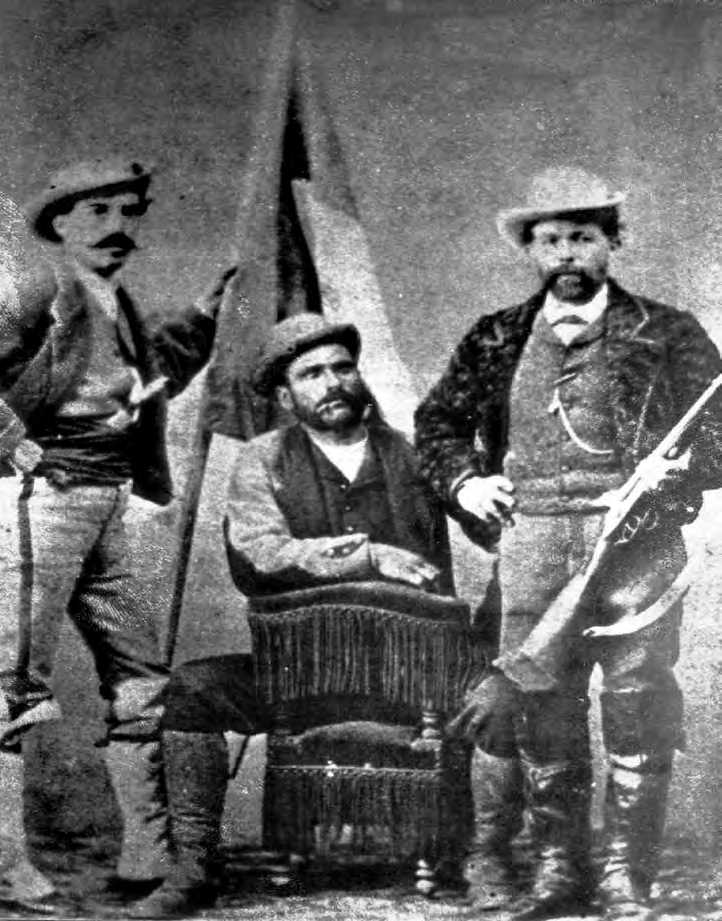
Antonio Gálvez Arce és testvérei fegyverben a cartagenai felkelés idején.

A 13. század közepétől létezett a Murciai Királyság, de ez sokkal inkább a Kasztíliai Királyság autonómiával rendelkező protektorátusa volt, semmint ténylegesen független állam. A Murciai Királyság területe jóval nagyobb volt a mostani autonóm Murcia régiónál, ezért a murciai nacionalisták is erre a területre támasztanak igényt. Hivatkozásuk szerint a régi Murciát egyszerűen csak szétdarabolták a szomszédos területek között.
A másik fő hivatkozásuk, hogy Murciában önálló nyelvet beszélnének, amely nem nyelvjárása a spanyolnak (a kasztíliai nyelvjáráson alapuló változatnak). A murciai nyelvjárás nyelvészetileg átmenet a kasztíliai spanyol, a valenciai katalán és az aragón nyelv között. Minthogy a 14. század óta állandó kasztíliai hatás éri egészen napjainkig, a nyelvészek ezért spanyol nyelvjárásnak tekintik.
A murci nacionalisták veszélyeztetett nyelvnek tartják a murciait, amelyet szerintük eredeti formában a Carche hegyvidéken, Északkelet-Murciában beszélnek, így annak irodalmi nyelvi rangra történő emelését javasolják. A Carchéban beszélt nyelvjárással kapcsolatban a nyelvészek álláspontja, hogy katalán nyelvjárásról vagyis annak valenciai változatához köthető nyelvjárásról van szó.

## Jelenlegi helyzet
Az 1978-as autonómia statútum óta számos párt lépett fel a murci nacionalizmus képviseletére, de egyik sem érte el a választásokon előírt küszöböt, így nem jutottak be a murciai autonóm parlamentbe.
A nacionalizmus jelképe egy saját zászló, amely részben a hagyományos murciai zászlón alapul. A négy sötétvörös alapú részt egy fehér kereszt választja el, a kereszt közepén egy kék csillag áll, mely az önállóság jelképe. A bal felső részben négy aranyszínű vár (utalás Murciára, mint határmenti régióra), a jobb alsó részben hét aranykorona (Murcia hét történelmi tartománya) látható. A másik két vörös rész üres.
A murci nacionalisták július 12-ét tekintik nemzeti ünnepüknek; ezen a napon robbant ki a Gálvez vezette felkelés is Cartagenában.